# 福島労働局
福島労働局（ふくしまろうどうきょく）は、厚生労働省の地方支分部局である都道府県労働局の一つで、管轄地域は福島県。

## 所在地
福島県福島市花園町5-46 福島第２合同庁舎3階・4階

## 組織
- 局長
  - 総務部
    - 総務課
    - 労働保険徴収室

  - 労働基準部
    - 監督課
    - 健康安全課
    - 賃金室
    - 労災補償課

  - 職業安定部
    - 職業安定課
    - 職業対策課
    - 地方訓練受講者支援室
    - 需給調整事業室

  - 雇用環境・均等室

## 出先機関

### 労働基準監督署
労働基準監督署の名称、位置及び管轄区域については、厚生労働省組織規則（平成13年1月6日厚生労働省令第1号）別表第4で定められている。
| 労働基準監督署名称           | 所在地       | 管轄区域                                                           |
| ---------------------------- | ------------ | ------------------------------------------------------------------ |
| 福島労働基準監督署           | 福島市       | 福島市、二本松市、伊達市、伊達郡、相馬郡のうち飯舘村               |
| 郡山労働基準監督署           | 郡山市       | 郡山市、田村市、本宮市、安達郡、田村郡                             |
| いわき労働基準監督署         | いわき市     | いわき市                                                           |
| 会津労働基準監督署           | 会津若松市   | 会津若松市、大沼郡、南会津郡、耶麻郡のうち猪苗代町、磐梯町、河沼郡 |
| 会津労働基準監督署喜多方支署 | 喜多方市     | 喜多方市、耶麻郡のうち西会津町、北塩原村                           |
| 須賀川労働基準監督署         | 須賀川市     | 須賀川市、岩瀬郡、石川郡                                           |
| 白河労働基準監督署           | 白河市       | 白河市、西白河郡、東白川郡                                         |
| 相馬労働基準監督署           | 相馬市       | 相馬市、南相馬市、相馬郡のうち新地町                               |
| 富岡労働基準監督署           | 双葉郡富岡町 | 双葉郡                                                             |

### 公共職業安定所（ハローワーク）
公共職業安定所とその支署の名称、位置及び管轄区域については、厚生労働省組織規則別表第5で定められている。
| 公共職業安定所名称                 | 所在地           | 管轄区域 |
| ---------------------------------- | ---------------- | --- |
| 福島公共職業安定所                 | 福島市           | 福島市、伊達市、伊達郡 |
| 平公共職業安定所                   | いわき市         | いわき市（磐城出張所及び勿来出張所の管轄区域を除く。） |
| 平公共職業安定所磐城出張所         | いわき市         | いわき市のち江名、折戸、中之作、永崎、小名浜、鹿島町、泉町、泉もえぎ台、中央工業団地、渡辺町、洋向台、泉ヶ丘、泉玉露、湘南台、葉山                                                                                           |
| 平公共職業安定所勿来出張所         | いわき市         | いわき市のうち植田町、中岡町、後田町、仁井田町、高倉町、江畑町、添野町、石塚町、東田町、佐糠町、岩間町、金山町、小浜町、錦町、錦町中央、勿来町、川部町、沼部町、瀬戸町、三沢町、山玉町、山田町、富津町、南台、遠野町、田人町 |
| 会津若松公共職業安定所             | 会津若松市       | 会津若松市、大沼郡、耶麻郡のうち磐梯町、猪苗代町、河沼郡 |
| 会津若松公共職業安定所南会津出張所 | 南会津郡南会津町 | 南会津郡 |
| 会津若松公共職業安定所喜多方出張所 | 喜多方市         | 喜多方市、耶麻郡のうち西会津町、北塩原村 |
| 郡山公共職業安定所                 | 郡山市           | 郡山市、田村市、田村郡 |
| 白河公共職業安定所                 | 白河市           | 白河市、西白河郡、東白川郡 |
| 須賀川公共職業安定所               | 須賀川市         | 須賀川市、岩瀬郡、石川郡 |
| 相双公共職業安定所                 | 南相馬市         | 南相馬市、相馬郡のうち飯舘村 |
| 相双公共職業安定所相馬出張所       | 相馬市           | 相馬市、相馬郡のうち新地町 |
| 相双公共職業安定所富岡出張所       | 双葉郡富岡町     | 双葉郡 |
| 二本松公共職業安定所               | 二本松市         | 二本松市、本宮市、安達郡 |

## 沿革
- 1947年（昭和22年）5月2日 - 都道府県労働基準局官制（昭和22年5月1日勅令第199号）にもとづき、厚生省の地方機関として、福島労働基準局が発足。労働基準法施行規則（1947年8月30日厚生省令第23号）によれば、当時の福島労働基準局管内の労働基準監督署は、福島署（福島市）、郡山署（郡山市）、平署（平市）、会津署（若松市）、須賀川署（岩瀬郡須賀川町）、白河署（西白河郡白河町）、喜多方署（耶麻郡喜多方町）、相馬署（相馬郡中村町）、富岡署（双葉郡富岡町）の9署。
- 1947年（昭和22年）9月1日 - 労働省の発足とともに、厚生省から労働省に移管。
- 2000年（平成12年）4月1日 - 福島労働基準局から福島労働局に改組。
- 2011年（平成23年）4月 - 富岡労働基準監督署が被災し、放射能にも汚染されたことから、いわき市の仮事務所に機能を移転[1]。
- 2016年（平成28年）4月 - 企画室及び雇用均等室を廃止し、雇用環境・均等室に改組。富岡労働基準監督署仮事務所がいわき市から双葉郡広野町に移転[2]。
- 2018年（平成30年）3月26日 - 富岡労働基準監督署が富岡町の庁舎での業務を再開[3]。